# Principiul Huygens–Fresnel

Refracția unei unde conform principiului Huygens-Fresnel.

Difracția unei unde explicată conform principiului Huygens-Fresnel.

Principiul Huygens–Fresnel, numit după fizicianul olandez Christiaan Huygens și fizicianul francez Augustin-Jean Fresnel, reprezintă o metodă de analiză aplicată în problemele legate de propagarea undelor.

## Enunț
Fiecare punct de pe un front de undă poate fi considerat ca punct de plecare a unei unde elementare, care se propagă cu aceeași viteză și lungime de undă ca și unda inițială. Noul front de undă este creat prin însumarea tuturor acestor unde elementare.
Forma frontului de undă la orice moment de timp coincide cu cea a sursei de oscilații numai în cazul mediilor omogene. Deseori însă este necesară construirea frontului de undă, în cazul mediilor cu neomogenități (paravane, orifi cii, suprafața de separație dintre două medii omogene etc.) în care se produc fenomene calitativ noi. Metoda generală de construire a frontului de undă la un moment arbitrar de timp în baza celui cunoscut la momentul inițial a fost propusă de către fi zicianul olandez Christian Huygens. Analizînd procesul de propagare a undelor, el a ajuns la concluzia că fi ecare punct al mediului antrenat în mișcare oscilatorie reprezintă pentru punctele vecine o sursă nouă de oscilații, numită sursă de unde secundare. Astfel Huygens a formulat următorul principiu: Orice punct al mediului pînă la care a ajuns unda la momentul dat devine o sursă de unde sferice secundare, iar înfășurătoarea lor la un moment ulterior reprezintă noul front de undă.